# Georg Müller (Abt)
Georg Müller OSB (* im 15. Jahrhundert in Tettnang; † 11. Oktober 1556 in Ochsenhausen) war der 9. Abt der Reichsabtei Ochsenhausen im heutigen Landkreis Biberach in Oberschwaben.

## Leben
Sechsundzwanzig Jahre lang war Georg Müller Prior des Klosters gewesen, als er 1541 zum Abt gewählt wurde. Er entstammte einer bürgerlichen Familie aus Tettnang. Während seiner Amtszeit wurde die bis heute anhaltende Glaubensspaltung innerhalb der abendländisch-europäischen Christenheit zu einer unumkehrbaren Tatsache. Ein Kritikpunkt der Reformation war die mangelhafte Ausbildung des Klerus. Dieser Kritik wollte die benediktinische Kongregation entgegensteuern. Gemeinsam mit den Äbten des Fürststiftes Kempten, Kloster Weingarten, Kloster Ottobeuren, Kloster Elchingen, Kloster Zwiefalten, Kloster Wiblingen, Kloster Irsee und Donauwörth plante Abt Georg 1542 in dem kemptischen Flecken Legau ein Studienhaus für den jungen Ordensnachwuchs. Abt Leonhard Wiedemann vom Kloster Ottobeuren stellte für drei Jahre die Räumlichkeiten in Ottobeuren zur Verfügung, bis die erforderlichen Gebäude errichtet waren. Der Bau wurde nie errichtet und das Projekt verlief nach drei Jahren im Sande.

## Baltringen

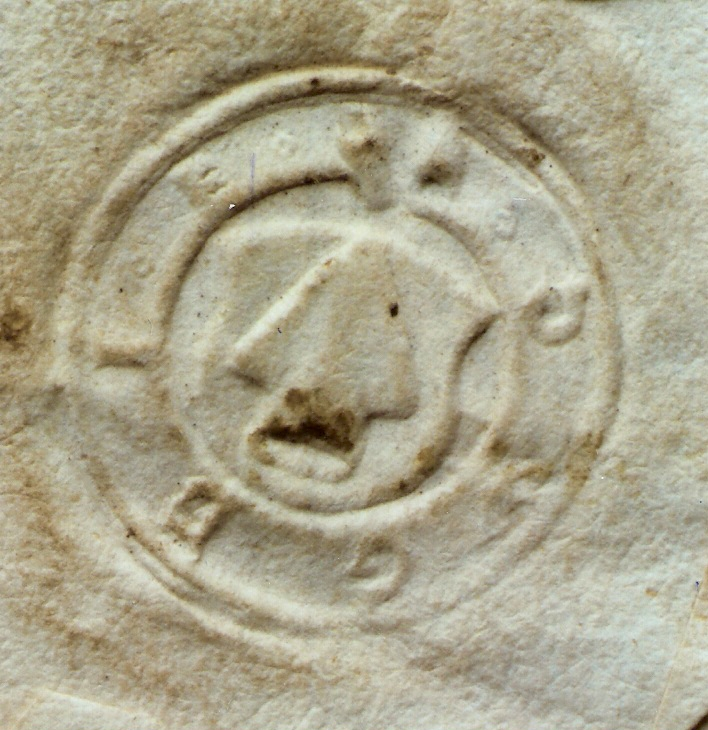
Siegel des Baltringer Haufens 1525; Dargestellt ist eine Pflugschar, sowie die Initialen DWGBIE – Das Wort Gottes Bleibt In Ewigkeit (Jesaja 40,8b)

In der nahen freien Reichsstadt Biberach, aus der bisher sechs Äbte des Konvents hervorgingen, hatte die Reformation mit ihrer berechtigten Kritik an den sozialen Missständen des Katholizismus mit seinem Ablass- und Reliquienhandel Fuß gefasst. Im Magistrat der Reichsstadt hatten evangelische Räte die Mehrheit. 1542 verfügte der Magistrat, dass Pfarrer Konrad Knecht aus Baltringen die priesterlichen Funktionen zu entziehen waren. Baltringen war ein unruhiges Pflaster. Keine zwanzig Jahre vorher schlossen sich in Baltringen die Bauern zum Baltringer Haufen zusammen. Abt Georg widersetzte sich diesem Beschluss und bat die Schirmvogtei Reichsstadt Ulm um Hilfe in dem Rechtsstreit. Die Schutzmacht bedeutendste Stadt des schwäbischen Reichskreises und Reichskreistagssitzes war aber inzwischen auch mehrheitlich evangelisch geworden. Sie fällte aber am 16. Oktober 1542 folgenden Entschluss:
1. Pfarrer Konrad Knecht darf bis Georgi, dem 23. April 1543, bei vollen Bezügen im Pfarrhaus Baltringen wohnen bleiben. Jeglicher päpstlicher Kult ist verboten sowie auch das Feiern der Heiligen Messe.
2. Das Pfarrhaus fällt nach dem Georgstag an seinen Schwager und dessen Schwester. Die Abfindung an Pfarrer Knecht beträgt 150 Gulden.
3. Das Patronatsrecht von Baltringen fällt an Biberach, das auch den Pfarrer von Baltringen bestimmen darf.
4. Forderungen des Pfarrers von Laupheim und des Messners zu Sulmingen, sowie das Pfund Heller an den Bischof von Konstanz, muss bis Georgi Pfarrer Konrad Knecht bezahlen, danach die Reichsstadt Biberach.
5. Diese Bestimmung kann vom Kaiser außer Kraft gesetzt werden.

Die Reichsstadt Ulm verlegte zur allgemeinen Herstellung der Ruhe und Durchsetzung ihres Spruches zwei Kompanien Soldaten an das Kloster. Der klösterliche Kanzlist Johann von Thierberg dankte daraufhin 1546 ab. Sein Nachfolger wurde Georg Greck. Dieser berief für das Seelenheil der ulmischen Soldaten einen protestantischen Prediger und verfügte, dass der romkultische Gottesdienst in der Stiftskirche aufhören sollte.

## Resignation
1547 floh Abt Georg nach Augsburg. Kaiser Karl V. weilte zum Reichstage zu Augsburg in Augsburg und hörte sich das Anliegen des Abtes an. Auch Abt Gerwig Blarer aus dem Kloster Weingarten, ein enger Vertrauter des Kaisers, hielt sich in Augsburg auf. Der Kaiser empfahl Abt Georg zu resignieren und die Würde des Abtes dem kaiserlichen Geheimen Rat und Apostolischen Legaten Gerwig Blarer, der schon einmal Abt von Weingarten gewesen war, anzutragen. Gerwig Blarer, der Führer der Katholiken Oberschwabens, stellte sich dem Konvent von Ochsenhausen zur Wahl und wurde 1547 gewählt. Schon als sich die Nachricht aus Augsburg über die Resignation von Abt Georg und dessen Nachfolger in Ochsenhausen verbreitete, räumten die Ulmer Truppen kampflos das geistliche Gebiet der Reichsabtei Ochsenhausen.
Abt Georg zog sich in die klösterliche Stille zurück und starb am 11. Oktober 1556 in Ochsenhausen.